# Nolte Group
Nolte GmbH & Co. KGaA med hovedkvarter i Germersheim, Rheinland-Pfalz  er et tysk holdingselskab for møbelproducenten Nolte Group.
I 1923 grundlagde Georg Nolte et møbelsnedkeri. Herfra skete der en udvikling over tid og køkkenproducenten Nolte Küchen GmbH & Co. KG  og soveværelsesmøbelproducenten Nolte-Möbel GmbH & Co. KG blev etableret.
Til koncernen tilhører også Express Küchen GmbH & Co. KG og Express Möbel GmbH & Co. KG samt Drum GmbH & Co. KG.